# Aleksi Salmenperä
Aleksi Salmenperä (Helsinki, 1973) è un regista e sceneggiatore finlandese.

## Filmografia parziale
- Lapsia ja aikuisia - Kuinka niitä tehdään? (2004)
- Un lavoro da uomo (Miehen työ) (2007)
- Paha perhe (2010)
- Häiriötekijä (2015)